# آنجا، آن بیرون
آنجا، آن بیرون (انگلیسی: Outside Over There) یک کتاب مصور کودکان است که هم داستان و هم تصاویر آن را موریس سنداک خلق کرده‌است. تاریخ انتشار کتاب به سال ۱۹۸۱ می‌باشد. این اثر، یکی از موفق‌ترین آثار سنداک بود که در سال ۱۹۸۲ جایزه کتاب آمریکا را دریافت کرد و به عنوان کتاب ستایش شدهٔ موفق به دریافت نشان کالدکوت هم گردید.

## خلاصهٔ ماجرای کتاب
داستان کتاب آنجا، آن بیرون، در مورد رابطهٔ یک دختر نوجوان به نام «آیدا» و خواهر کوچک اوست، آیدا به خواهر کوچکش حسودی می‌کند و از اینکه در غیبت پدر و مادرشان باید مراقب خواهر کوچولو باشد ناراحت است، تا اینکه روزی موجودات خیالی که گوبلین نام دارند، خواهر آیدا را می‌دزدند و می‌برند، آیدا با احساسی آمیخته به احساس مسئولیت و ترس از پدر و مادر. تصمیم می‌گیرد که به دنبال خواهرش برود، آیدا در نهایت موفق می‌شود به کمک یک شیپور جادویی، خواهرش را از چنگ گوبلین‌ها نجات دهد، حالا دیگر آیدا کاملاً متوجهٔ مسئولیتش نسبت به خواهر کوچکتر شده‌است، این داستان در واقع به عمیق‌ترین ترس‌های دوران کودکی می‌پردازد